# Roberta Lombardi
Roberta Lombardi (née le 15 août 1973 à Orbetello) est une juriste et personnalité politique italienne, chef (désignée) du groupe parlementaire du Mouvement 5 étoiles pro tempore à la Chambre des députés.

## Biographie
Elle crée une polémique lors de sa nomination à la tête du groupe parlementaire, après qu'ont été révélés des propos tenus sur son blog laissant entendre, selon certains journalistes, une admiration pour le fascisme italien, notamment sur son « sens très élevé de l’État et de la protection de la famille »,,.